# 阿爾格山
阿尔格山属于昆仑山东支，位于中国新疆和西藏交界处。
昆仑山从木孜塔格峰开始分为三支：北支、中支和南支，阿尔格山是中支的主体，向东延伸到青海和新疆交界处。
阿尔格山西面最高峰为木孜塔格峰（海拔6973米），来源于维吾尔语意思为“冰山”，山顶终年积雪，有多个冰川；东部最高峰为布喀达坂峰（6860米），来源于蒙古语，意思是“野公牛峰”，由于是新疆和青海交界，也叫“新青峰”或“青新峰”。
阿尔格山由于冰川的侵蚀和岩融风化，有许多奇异的“角峰”，一个个单独耸立，千奇百怪，类似红色、褐色和黄棕色的雕像，和桂林的覆满植物的绿色山峰还不一样。
阿尔格山的雪线附近区域是雪莲的重要产地。
阿尔格山以北和阿尔金山之间，是1983年批准建立的当时中国面积最大的自然保护区-阿尔金山国家级自然保护区，生活着野驴、野牦牛和藏羚羊，以及大量鸟类。